# Зеленчукопроизводство
Зеленчукопроизводство е важен подотрасъл на земеделското производство. А приложната наука Зеленчукопроизводство изучава ботаническите особености и биологичните изисквания, видовото и сортовото разнообразие на всяка зеленчукова култура, както и технологиите на отглеждане при тези култури.
Значението на зеленчукопроизводството се обяснява с мястото на зеленчуковите култури като прясна храна на хората, понякога като фураж на животните и при много култури – като суровина за хранителната промишленост.
Производството на зеленчуци става най-вече в зеленчукови градини, но също така и в култивационни съоръжения и в полските сеитбообращения. Ето защо, технологиите на отглеждане на зеленчуковите култури са различни при различните условия на отглеждане.
Специфична страна на зеленчукопроизводството е времето за прибиране на продукцията. От тази гледна точка то се дели на ранно, средно ранно и късно и сортовете, които се използват имат различен вегетационен период.

## В България
Въз основа на наличните природни, демографски и стопански фактори в България са се формирали няколко големи зеленчукопроизводителни райони:
- Пазарджишко-Пловдивски. В този район се отглеждат предимно домати и червен пипер. Голяма част от произведените зеленчуци се използват като суровина в консервната промишленост.
- Великотърновско-Плевенски. Специализиран е в отглеждане на домати, лук, зелен пипер, салати, марули, сортови семена.
- Крайдунавски. В района влизат низините в близост до река Дунав, като производството задоволява основно местните нужди. Тук се отглеждат средноранни и късни разнообразни зеленчуци.
- Софийски. Този район се характеризира с най-силната си изявеност на типичен крайградски зеленчукопроизводителен район. Формирал се е основно благодарение на близостта до столичния град. Отглеждат се основно късни зеленчуци.
- Санданско-Петрички. В този район се отглеждат ранни и средноранни зеленчуци, основно домати.

## За повече информация вижте
- Зеленчукови култури